# Critters 3
Critters 3 é um filme de terror americano de 1991, dirigido por Kristine Peterson e com Don Keith Opper, John Calvin, Nina Axelrod e Leonardo DiCaprio nos papéis principais.

## Elenco
- Aimee Brooks… Annie
- Leonardo DiCaprio… Josh
- Don Keith Opper… Charlie MacFadden
- John Calvin… Clifford
- Nina Axelrod… Betty Briggs
- William Dennis Hunt… Briggs
- Geoffrey Blake… Frank
- Christian & Joseph Cousins… Johnny
- Terrence Mann… Ug
- José Luis Valensuela… Mario
- Diane Bellamy… Rosalie
- Katherine Cortez… Marcia
- Frances Bay… Mrs. Menges
- Bill Zuckert… Mr. Menges